# Azzo X d'Este
Azzo X d'Este (1344-1415) était un condottiere italien, membre de la Maison d'Este.

## Biographie
Né dans une branche cadette de la famille, il a contesté la seigneurie de Ferrare à son jeune cousin Nicolas III d'Este, un fils illégitime du marquis Alberto V d'Este qui était sous la protection du pape Benoît IX et Venise. Après une tentative avortée de l'empoisonner, Azzo créa une troupe de mercenaires, avec les soutiens de certains vassaux d’Este. Cependant, ses invasions du territoire de Ferrare furent écrasées par Azzo da Castello et il se retira dans la région de Modène.
En 1395, avec l'aide de Giovanni da Barbiano et une armée de 8 000 hommes, il essaya à nouveau la prise de Ferrare, profitant de la mort de d’Azzo da Castello. Mais, le 16 avril 1395, il fut de nouveau lourdement défait à la bataille de Portomaggiore par l’armée vénitienne, puis emprisonné. Plus tard, il fut exilé à Candie (aujourd’hui Héraklion en Crète).
Marié à Tommasina Gruamonti, il mourut à Venise en 1415.

## Sources
- (en) Cet article est partiellement ou en totalité issu de l’article de Wikipédia en anglais intitulé « Azzo X d'Este » (voir la liste des auteurs) le 15/10/2012.

## liens internes
- Ferrare
- Maison d'Este
- Azzo d'Este
- Bataille de Portomaggiore
- Giovanni da Barbiano